# Ivishak
L'Ivishak és un riu de l'estat d'Alaska, als Estats Units, a la regió d'Alaska North Slope. La seva llargada és de 153 quilòmetres i recull les aigües del desglaç de les glaceres a les capçaleres. El seu recorregut és en direcció nord, travessant les muntanyes de Philip Smith i els contraforts septentrionals del Refugi Nacional de Fauna Salvatge de l'Àrtida, i s'ajunta amb el riu Sagavanirktok al sud de les planes costaneres de Prudhoe Bay.
El 2 de desembre de 1980 un tram extens del seu recorregut, 129 km, fou declarat Riu Nacional Pintoresc i Salvatge. Aquesta denominació protegeix el riu des del seu naixement, incloent totes les capçaleres i un afluent sense nom procedent del llac Porcupine, dins dels límits del Refugi Nacional de Fauna Salvatge de l'Àrtida.